# Рошу (Сучава)
Рошу (рум. Roșu) — село у повіті Сучава в Румунії. Адміністративно підпорядковане місту Ватра-Дорней.
Село розташоване на відстані 329 км на північ від Бухареста, 78 км на південний захід від Сучави, 144 км на північний схід від Клуж-Напоки.

## Населення
За даними перепису населення 2002 року у селі проживала 491 особа, усі — румуни. Усі жителі села рідною мовою назвали румунську.